# Euselasia candaria
Euselasia candaria is een vlindersoort uit de familie van de prachtvlinders (Riodinidae), onderfamilie Euselasiinae.
Euselasia candaria werd in 1904 beschreven door H. Druce.